# Михаил Дука (протостратор)
Михаил Дука (греч. Μιχαήλ Δούκας; около 1061 — не позднее 1117) — протостратор, видный государственный деятель Византийской империи. Представитель династии Дук. Его сестра Ирина была замужем за императором Алексеем I Комнином. Биография Михаила известна только по «Алексиаде» Анны Комниной и историческому труду её мужа Никифора Вриенния Младшего.
Старший сын протопроэдра Андроника Дуки и Марии Болгарской. Родился около 1061 года. Получил хорошее образование. В 1074 году вместе с братом Иоанном Михаил был взят в заложники во время восстания норманнских наёмников во главе с Русселем где Байолем. Вскоре с помощью местного крестьянина сумел бежать в Никомедии .
В 1078 году оказался в свите нового императора Никифора III Вотаниата. Он поддерживал связь со своим дедом Иоанном, которому в 1081 году помог бежать. Михаил сопровождал деда в военный лагерь Алексея Комнина. В том же году способствовал восхождению Алексея на престол. В благодарность новый император назначил Михаила протостратором и присвоил титул севаста.
В 1081—1082 годах участвовал в боях против норманнов во главе с Робертом Гвискаром в Эпире и Фессалии. В 1083 году во главе тяжёлой пехоты участвовал в победной битве при Ларисе. До 1085 года воевал против норманнов в Эпире.
В 1087 году участвовал в битве при Дуросторе против печенегов, где византийцы потерпели сокрушительное поражение. Сам Михаил Дука едва спасся. В 1091 году участвовал в битве при Левунионе, в которой печенеги потерпели сокрушительное поражение  .
В 1094 году принимал участие в синоде, который осудил Льва Халкидонского. В 1107—1108 годах участвовал в боях против итальянских норманнов, которые снова начали нападать на балканское побережье. Умер не позднее 1117 года.
Был женат и имел несколько детей, в том числе сына Константина и дочерей Феодору и Ирину.